# Hirebidare, Tiptur
Hirebidare là một làng thuộc tehsil Tiptur, huyện Tumkur, bang Karnataka, Ấn Độ.